# ماگدالنا بورووا
ماگدالنا بورووا (چکی: Magdaléna Borová؛ زادهٔ ۱۴ آوریل ۱۹۸۱) بازیگر تئاتر و سینما اهل جمهوری چک است.
او دانش‌آموختهٔ آکادمی هنرهای نمایشی پراگ و عضوی از تئاتر ملی پراگ است.